# Опсада (филм из 1956)
Опсада је југословенски драмски филм, снимљен 1956. године у режији Бранка Марјановића.

## Кратак садржај
Група рањеника, у полусрушеној кући која се налази под унакрсном ватром непријатеља, очекује најгоре, и у том ишчекивању неки од њих се присјећају догађаја који су претходили оваквој ситуацији.
Прича прва - Након боравка у шпанском грађанском рату, Марко се враћа у Хрватску како би се придружио устанку против окупатора. У возу на путу према Загребу препознаје га стари пријатељ и познаник, Жељезничар, а Марко му говори да се враћа са рада у Немачкој. Стигавши у Загреб, док тражи везу, Марку је за петама усташки агент. Марко успева да га се ослободи, али је том приликом рањен. Не знајући што му се догодило, Жељезничар га прима у свој стан, доводећи у опасност властиту породицу.
Прича друга - Партизани Мићо и Перица траже патролу која се изгубила, и уколико је не пронађу, Мићо обећава да ће довести заробљеног немачког генерала. После успешног скривања од немачке патроле, преоблаче се у димничаре и тако улазе у немачки главни штаб града и не слутећи да је један од заповедника у штабу партизански обавјештајац.
Прича трећа – Невенка, студент виолине је веома суздржана према удварању колеге из оркестра, трубача Креше. Она мисли да има времена само музику, а не за љубав и политику. Кад Невенка открије да је Крешо илегалац, она му поможе и заљубљује се у њега. Остаје трудна, а Крешо покушава да је извуче из немачког окружења.

## Ликови
| Глумац           | Улога                          |
| ---------------- | ------------------------------ |
| Јурица Дијаковић | Марко                          |
| Иван Шубић       | Железничар                     |
| Виктор Бек       | Мајстор                        |
| Перо Квргић      | Перица                         |
| Мато Ерговић     | Мићо                           |
| Вања Драх        | Мијо Чаваљ                     |
| Андре Лусишић    | Командант                      |
| Борис Бузанчић   | Креш                           |
| Реља Башић       | Адам                           |
| Иво Шкрабало     | Доктор                         |
| Сима Јанићијевић | Брко, митраљезац (као Јан Сид) |
| Круно Валентић   | Партизан                       |
| Антун Врдољак    | Партизан                       |
| Људевит Галић    | Немачки стражар                |
| Драго Митровић   |                                |
| Рудолф Кукић     | Немачки пуковник               |
| Стјепан Јурчевић |                                |

Комплетна филмска екипа  ▼
| Редитељ                   | Бранко Марјановић  |                                      |
| Сценариста                | Звонимир Берковић  |                                      |
| Сценариста                | Славко Колар       |                                      |
| Сценариста                | Никола Танхофер    |                                      |
| Композитор                | Мило Ципра         |                                      |
| Директор фотографије      | Никола Танхофер    |                                      |
| Mонтажер                  | Радојка Танхофер   | (као Радојка Иванчевић)              |
| Сценограф                 | Здравко Гмајнер    |                                      |
| Одсек за шминку           | Мирко Мачкић       | шминкер                              |
| Менаџер продукције        | Стипе Делић        | вођа снимања                         |
| Менаџер продукције        | Јосип Лулић        | директор филма                       |
| Помоћник режије           | Мате Богдановић    | помоћник редитеља                    |
| Помоћник режије           | Бранко Мајер       | помоћник редитеља                    |
| Помоћник режије           | Дино Радојевић     | помоћник редитеља                    |
| Уметнички одсек           | Иво Балтић         | сценски реквизитер (као Иван Балтић) |
| Одсек за звук             | Младен Пребил      | тонски сарадник                      |
| Специјални ефекти         | Никола Вујасиновић | пиротехничар                         |
| Одсек за камеру и расвету | Миодраг Грбић      | пратилац камере                      |
| Одсек за камеру и расвету | Зденко Хауптфелд   | вођа расвете                         |
| Одсек за камеру и расвету | Славко Залар       | пратилац камере                      |
| Одсек за костим           | Милица Бјелобрк    | гардеробер                           |
| Одсек за монтажу          | Катја Мајер        | асистент монтажера                   |
| Музички одсек             | Младен Башић       | диригент                             |
| Музички одсек             | Лидија Јојић       | музички уредник                      |
| Остала екипа              | Иванка Форенбахер  | секретар режије                      |

## Занимљивост
Историја хрватске кинематографије бележи овај филм први хрватски филм звучно снимљен магнетским записом.